# Zuid (Gent)

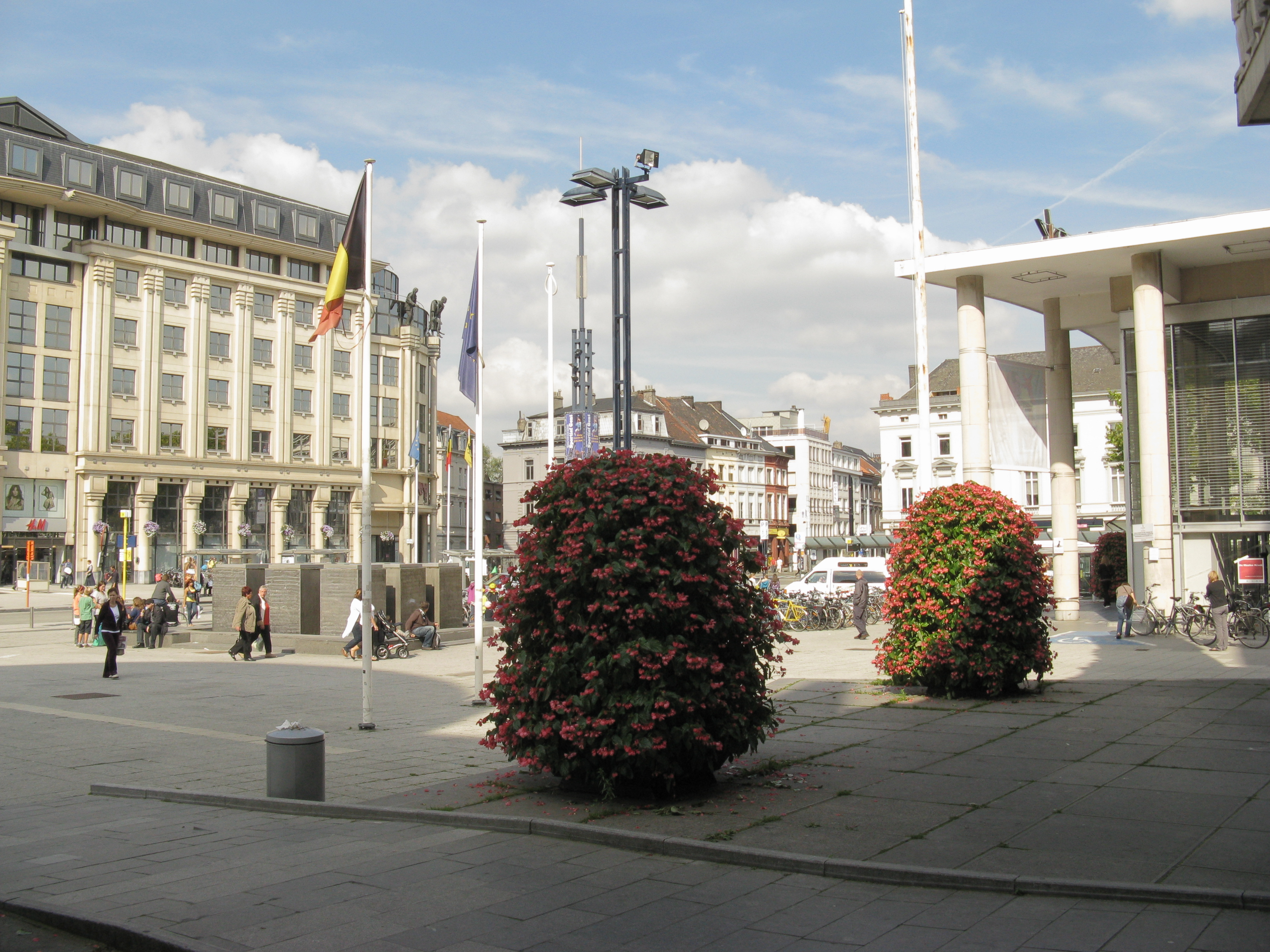
Woodrow Wilsonplein

De Zuid (ook wel het Zuid, maar in Gent meestal met lidwoord de) is een buurt in de Belgische stad Gent. De Zuid ligt net ten zuidoosten van de middeleeuwse stadskern. In enge zin is dit de sector Gent-Centrum-Zuid, bij uitbreiding wordt de naam Zuid ook courant gebruikt voor een geheel van vier sectoren, waarbij dan ook Zuidpark (A23), Dierentuin (A24) en Brusselse Poort (A221) behoren (de vroegere wijk Zuidpark-Muinkpark). Al deze sectoren maken sinds het voorjaar van 2006 deel uit van de wijk Gent-Binnenstad.
Aan de Zuid bevinden zich onder meer de gebouwen van stedelijke administratie en het Shopping Center Zuid, alle gelegen rond het Woodrow Wilsonplein. Een belangrijke groene as aan de Zuid is het Zuidpark of Koning Albertpark, waar de snelweg B401 in het stadscentrum eindigt. Sinds 6 januari 2024 is de Zuid ook een groot kruispunt geworden met de Gentse tramlijn T1, T2 en T3 die allemaal daar elkaar kruisen. Ook vele bussen die rond de stad gaan en in omstreken, passeren langs deze wijk.

## Geschiedenis

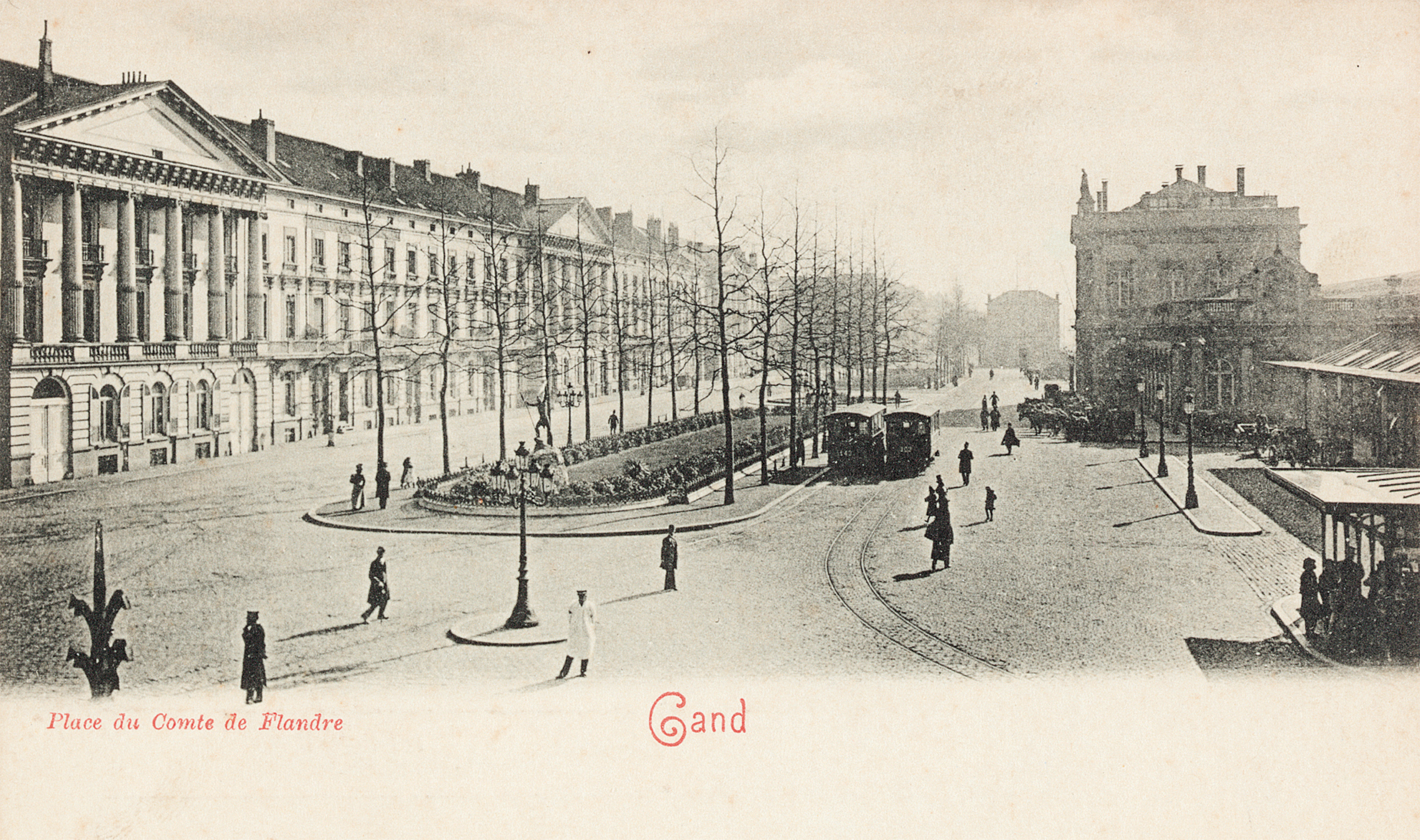
Graaf van Vlaanderenplein, begin 20ste eeuw

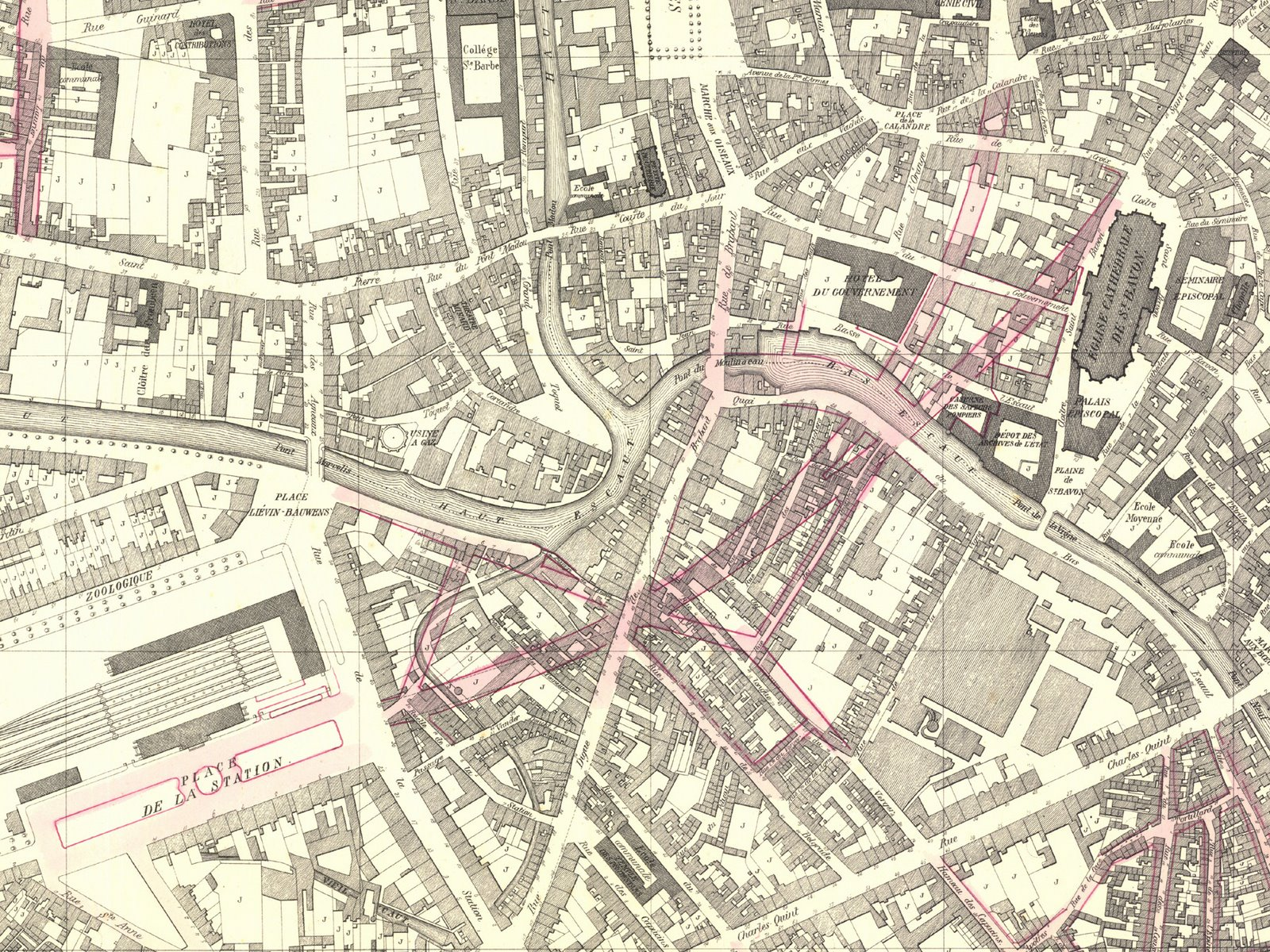
de Zuid, 1878, met geplande tracés van nieuwe straten naar het stadscentrum

De plaats lag in de middeleeuwen net ten zuidoosten van de stadskern. In de 13de eeuw werd de stad vergroot en het gebied kwam binnen de stadsomwallingen te liggen. Toch bleef het eeuwenlang een onbebouwd meersengebied, bekend als de Muinkmeersen. Het lag ten oosten van de gegraven Muinkschelde en door deze meersen kronkelde nog eeuwenlang de Oude Schelde.
In de 19de eeuw veranderde de omgeving grondig. De open ruimte bood de plaats om in de jaren 1830 spoorlijnen aan te leggen tot diep in de stad en hier werd het station Gent-Zuid, het belangrijkste station van de stad opgetrokken. De buurt werd ontwikkeld en de Zuid werd een belangrijke toegang tot het stadscentrum. In de omgeving van het station werden verschillende restaurants en hotels opgetrokken. Een nieuwe rechte laan, nu de Zuidstationstraat, leidde in het oosten naar de zogenaamde oude buurt van de Hoye rond het begijnhof Ter Hoye en later de Sint-Annakerk. Over de Schelde werd in 1844 de Charles Marcellisbrug naar de Lammerstraat gebouwd, die een verbinding vormde van de nieuwe stationsbuurt met de oude Sint-Pieterswijk in het westen. Rond 1847 werd aan de oostkant van het station een stationsplein opgetrokken, het Graaf van Vlaanderenplein. Tegenover het station kwam een prestigieuze huizenblok met neoclassicistische voorgevels, ontworpen door architect Charles Leclerc-Restiaux. In 1883 werd bij het Zollikofer-De Vigneplan doorheen vroegere kleine straatjes en beluiken de Vlaanderenstraat aangetrokken, die een brede verbinding vormde tussen de stationsbuurt en het historisch stadscentrum.
Begin 20ste eeuw werd het nieuwe station Gent-Sint-Pieters elders in de stad het belangrijkste station van de stad en in 1928 sloot het Zuidstation zijn deuren. Op de plaats van het station en de voormalige sporen kwam nu een grote open ruimte vrij, waar in de jaren 1930 het Koning Albertpark werd ingericht. Tot in de tweede helft van de eeuw bleef de Zuid wel een belangrijke uitgangsbuurt van de stad, met cinema's en danszalen, met als bekendste het Coliseum op de Kuiperskaai dat na jaren leegstand gesloopt werd.
Na het verdwijnen van het stationsgebouw kwam hier een administratief gebouw van EGW (Elektriciteit, Water, Gas), dat eind jaren 1980 werd omgevormd tot de stedelijke hoofdbibliotheek van Gent. In de laatste decennia van de eeuw verplaatste de studentenuitgaansbuurt zich naar de omgeving van de Overpoortstraat. Vanaf de jaren 1960 verdwenen verschillende cinemazalen aan de Zuid. Veel herenhuizen maakten in de loop van de jaren plaats voor appartements- en kantoorgebouwen. 
Begin jaren 1970 werd de Zuid het eindpunt van een stuk autosnelweg van de E3 (E17), nu B401, die hier tot diep in de stad dringt (wat de grootste stadspartijen sinds de jaren 2010 weer ongedaan willen maken). 
Op de Zuid werd het Administratief Centrum opgetrokken voor de stedelijke administratie. Een bouwblok met oude herenhuizen en cinemazalen maakte begin jaren 1990 plaats voor het Urbiscomplex met het Shopping Centrum Zuid. 
Onder het plein werd een grote ondergrondse parkeergarage gebouwd. Rond de bibliotheek en het Administratief Centrum was jarenlang een rijstrook om bovengronds de lus te maken van en naar de invalsweg B401. De voetpaden rond deze rijstrook op het overigens autovrije plein werden jarenlang officieus gebruikt als autoparkeerplaats, vooral door ouders om hun kinderen van de scholen in centrum Gent op te wachten. Om daaraan een eind te maken, werd deze terugkeerlus voor auto's afgesloten in 2013, en werden in de omgeving vijf officiële kiss&ride-parkeerstroken aangeduid. Dit gebeurde na eerdere discussie, en na een dodelijk ongeval tussen een dronken automobilist en een studente.
De stedelijke bibliotheek verhuisde in 2017 naar de opvallende nieuwbouw van De Krook aan een andere hoek van het Wilsonplein.

## Stadskantoor Gent
Tussen 2020 en 2023 wordt het Administratief Centrum, samen met het naastgelegen voormalige bibliotheekgebouw, verbouwd tot het Stadskantoor Gent om daar de meeste stadsdiensten in samen te brengen. Er komt een glazen passerelle op niveau 1 tussen beide gebouwen. De vroegere hoge inkomhal van het Administratief Centrum wordt vervangen door een lagere publiekshal met de balies voor de stadsdiensten, met daaronder een open fietsenstalling voor 1100 fietsen op het niveau van het Wilsonplein. Voorheen konden werknemers van de Stad gebruik maken van een gereserveerd deel van de ondergrondse autoparking onder het Wilsonplein. maar voortaan zullen ze moeten betalen als ze met de auto komen, en staan daar de dienstwagens.